# Каљина (Соколац)
Каљина је насељено мјесто у општини Соколац, Република Српска, БиХ. Према попису становништва из 1991. у насељу је живјело 124 становника.

## Становништво
Према попису становништва из 1991. године, мјесто је имало 124, а мјесна заједница Каљина је имала 1.644 становника.
| Демографија | Демографија | Демографија |
| Година      | Становника  | Становника  |
| ----------- | ----------- | ----------- |
| 1991.       | 124         |             |

| Националност (мјесна заједница) | 1991.       |
| Срби                            | 557 (34%)   |
| Муслимани                       | 1.078 (65%) |
| Хрвати                          | 1           |
| Југословени                     | 6           |
| остали и непознато              | 2           |
| укупно                          | 1.644       |